# Phyllophora parvidens
Phyllophora parvidens är en insektsart som beskrevs av Heinrich Hugo Karny 1924. Phyllophora parvidens ingår i släktet Phyllophora och familjen vårtbitare. Inga underarter finns listade i Catalogue of Life.